# Anaplectoides suffusa
Anaplectoides suffusa là một loài bướm đêm trong họ Noctuidae.